# Christian Eigler
Christian Eigler (Roth, 1 de Janeiro de 1984) é um ex-Atacante de futebol alemão. Ele representou a equipe da Alemanha Sub-21 no Europeu Sub-21 em 2006.

## Prêmios individuais
- Artilheiro da 2. Bundesliga: 2006 (18 gols)